# تاتسویا اوکاموتو
تاتسویا اوکاموتو (انگلیسی: Tatsuya Okamoto؛ زادهٔ ۱۹ سپتامبر ۱۹۸۶) بازیکن فوتبال اهل ژاپن است.
از باشگاه‌هایی که در آن بازی کرده‌است می‌توان به باشگاه فوتبال جوبیلو ایواتا اشاره کرد.